# Seroe-Colorado-Leuchtturm
Der Seroe-Colorado-Leuchtturm (niederländisch Vuurtoren Seroe Colorado) ist ein Leuchtfeuer auf der Insel Aruba.

## Geschichte
Das Seroe-Colorado-Leuchtfeuer auf einem Hügel an der Baby Beach wurde im Jahr 1881 in einem Holzturm in Betrieb genommen. Es wurde seinerzeit mit Öllampen befeuert und von einem Leuchtfeuerwärter betreut. Die Reichweite betrug rund 9 nautische Meilen und markierte die Untiefen an der Südspitze Arubas.
1924 wurde die Holzkonstruktion durch einen 11 Meter hohen gemauerten Turm ersetzt und das Leuchtfeuer mit einer Fresnel-Linse zur horizontalen Bündelung versehen. Dadurch erreichte das Leuchtfeuer eine Reichweite von rund 18 nautischen Meilen und konnte sogar von der Halbinsel Paraguaná (Venezuela) gesehen werden. Im Jahre 1937 ersetzte elektrische Energie die Öllampen. Während des Zweiten Weltkrieges wurde der Leuchtturm entfernt, um die Raffinerie von Aruba gegen deutsche U-Boot-Angriffe zu schützen.
Heute steht dort nur noch ein einfaches kleines Leuchtfeuer auf einer Stahlträgerkonstruktion. Es wurde nach dem Zweiten Weltkrieg errichtet.